# テーゲー

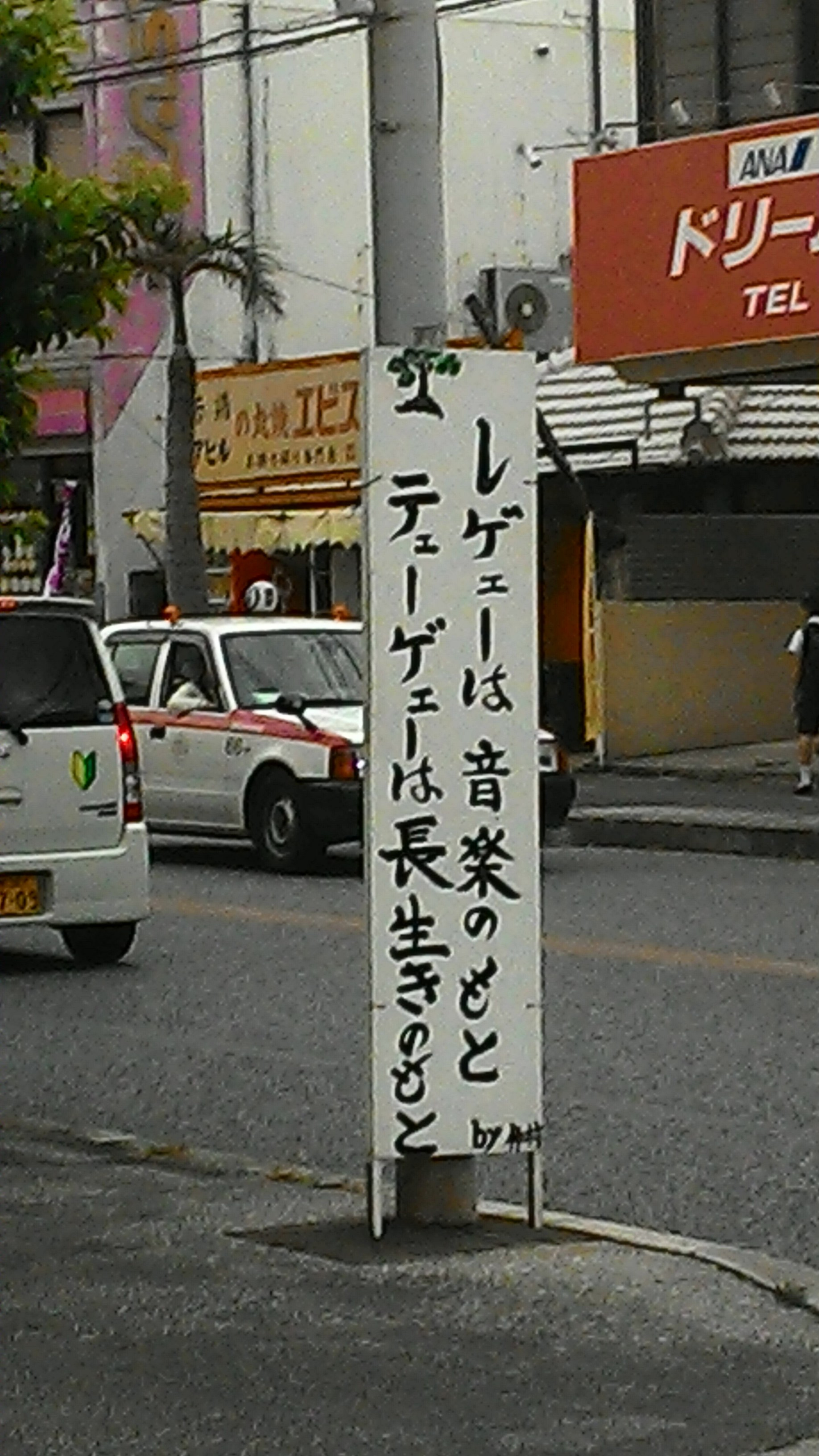
沖縄県宜野湾市路上

テーゲー（てーげー）とは、沖縄県で見られる、物事について徹底的に突き詰めて考えず、程々の良い加減に生きていこうという意味の琉球語であり、概念。「大概（たいがい）」の琉球漢字音で、大体、適当、おおよそ、まずまず、そこそこ、なあなあ、といったニュアンスを内包する。このような時間感覚を示す用語としてウチナータイムがある。

## 概要

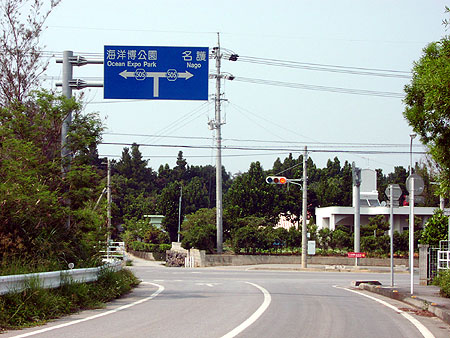
今帰仁村の今泊交差点
ここは国道505号線に接する丁字路交差点であるが、道路標識が国道の逆三角形ではなく県道の六角形になっており、テーゲーぶりが表れている

言葉の本来的な意味の他、それが転じ、沖縄人の人生観、性格などを指して「テーゲー」、「テーゲー主義」と言われる。文献に曰く、「細かい事を考えるにはこの島は暑すぎる」、「テーゲーはまさにテーゲーとしか言いようがない」と言った具合である。
沖縄独特の因習として内外からたびたび批判の矛先に挙げられることがある。決められた時間を守らず、ルールや約束を遵守できない、言動が無責任で、業務も雑で信用できないという否定的なニュアンスで語られることも多い。
文献に挙げられているテーゲーの実例としては、路線バスの運行もルーズであり、雨傘を持ち歩くのも面倒がり、待ち合わせ時間は守らない。ローカル線では飛行機の予約さえも信用できない、2006年以前は飲酒運転も多く見られていた
、など枚挙にはいとまがない。
しかしながら、細かいことや過ぎたことは気にしない、のんびりしている、規則に縛られない、おおらかで寛容である、などという意味で、沖縄県の良き文化としてもしばしば語られる言葉である。
転じてテーゲーには「融通が利く」と言った面もあり、バス代をまけてもらえたりといったこともある。
これらテーゲーの根底にはウチナータイムと同様に、「許し合う精神」があるのでは、とする論もみられる。また1975年の『沖縄ミニ百科』では、島国根性は強いものの、南国気候と、地域の近代化が遅れた点を理由に、のんびりさ加減が目立つのではないかと考察している。
一時期はこれら「テーゲー」さがどうにも悪い意味で認知されていた様だが、近年（2008年現在）、沖縄の「スローライフ」的な、ゆったりとした部分に注目が集まり、それに伴い「テーゲー」も再評価されつつあるという。

## 沖縄警察のテーゲー
復帰後3年経った1975年（昭和50年）に沖縄県警察に派遣された警察庁警備局警備課長（当時）の佐々淳行は、下記のような経験をしており、当時の沖縄はテーゲーの文化が職業倫理においても通用していたことがうかがえる。
- 定刻になったら、会議途中でも切り上げて帰宅しようとする[12]。
- 警備会議が昼休みにかかると、「家に帰って昼食をとり、昼寝をするので続きは午後二時から再開します」という[13]。
- 沖縄警備のため警察庁から送金された予算を、暴力団取締りの捜査費用に流用してしまう[14]。
- 沖縄県警本部での記者会見において停電して警察無線に影響が出た際に「落雷でしょ?よくあるんです、沖縄では。」「（過激派のテロの可能性について）まさか、警察通信の基地局や中継局の所在は秘密ですから、過激派が知るはずない」と過激派テロの可能性を否定する返答（警察庁幕僚幹部としてすぐさま沖縄県警の通信系統の一斉点検を命じると、警察通信の中継局の1つが爆破されていることが発覚し、現場に過激派の犯行声明文が残されていた）[15]。
- 海洋博開会式の警備において皇太子御一行が到着する際に本会場警備を任されていた沖縄県警部隊が昼休みをとった[16]。

### 全般について
- 沖縄県警察・沖縄県交通安全協会連合会、2010、『飲酒運転根絶活動マニュアル』、沖縄県警察・沖縄県交通安全協会連合会
- 沖縄大百科事典刊行事務局、1983、「テーゲー」、『沖縄大百科事典』、沖縄タイムス p. 846
- 沖縄ナンデモ調査隊、2001、『沖縄のナ・ン・ダ』、双葉社
- 篠原章、1993(原著) / 2000(文庫版)、『熱烈！沖縄ガイド』、宝島社（原著1993年、『ハイサイ！沖縄読本』〈JICC出版局〉の改題・文庫版） - 「テーゲー」（p.134）、「バスとタクシーを乗りこなす」（p.146）、「家族の絆・共同体の絆」（p.169）、「シマーナイチャーの心構え」（p.171）。
- 都会生活研究プロジェクト 沖縄チーム、2009、『沖縄ルール リアル沖縄人になるための49のルール』、中経出版 pp.8、20、28、86、102、156
- 富田祐行 他、1975、『沖縄ミニ百科』、沖縄テレビ放送
- ナイチャーズ、垂水健吾 他、1992、『沖縄いろいろ事典』、新潮社 p.83
- 半田一郎 (1999). "teegee". 琉球語辞典. 大学書林. p. 532.
- 琉球新報社（編）、1998、「テーゲー」、『沖縄コンパクト辞典』、琉球新報 p. 275
- 吉田直人、2010、『金なし、コネなし、沖縄暮らし』、イカロス出版
- 渡邊欣雄他（編）、2008、「テーゲー」、『沖縄民俗辞典』、吉川弘文館 p. 350

### 沖縄警察のテーゲーについて
- 琉球警察「1970年版 琉球警察統計書」琉球警察、1971年
- 警察庁「昭和45年の犯罪 犯罪統計書」警察庁、1971年
- 佐々淳行『菊の御紋章と火炎ビン―「ひめゆりの塔」と「伊勢神宮」が燃えた「昭和50年」』文藝春秋、2009年